# 1re cérémonie des Screen Actors Guild Awards
La 1re cérémonie des Screen Actors Guild Awards, décernés par la Screen Actors Guild, a eu lieu le 25 février 1995, et a récompensé les acteurs et actrices du cinéma et de la télévision ayant tourné en 1994.

## Palmarès et nominations

### Cinéma

#### Meilleur acteur dans un premier rôle
- Tom Hanks pour le rôle de Forrest Gump dans Forrest Gump
  - Morgan Freeman pour les rôles d'Ellis Boyd "Red" Redding dans Les Évadés (The Shawshank Redemption)
  - Paul Newman pour le rôle de Sully Sullivan dans Un homme presque parfait (Nobody's Fool)
  - Tim Robbins pour le rôle d'Andy Dufresne dans Les Évadés (The Shawshank Redemption)
  - John Travolta pour le rôle de Vincent Vega dans Pulp Fiction

#### Meilleure actrice dans un premier rôle
- Jodie Foster pour le rôle de Nell Kellty dans Nell
  - Jessica Lange pour le rôle de Carly Marshall dans Blue Sky
  - Meg Ryan pour le rôle d'Alice Green dans Pour l'amour d'une femme (When a Man Loves a Woman)
  - Susan Sarandon pour le rôle de Reggie Love dans Le Client (The Client)
  - Meryl Streep pour le rôle de Gail Hartman dans La Rivière sauvage (The River Wild)

#### Meilleur acteur dans un second rôle
- Martin Landau pour le rôle de Bela Lugosi dans Ed Wood
  - Samuel L. Jackson pour le rôle de Jules Winnfield dans Pulp Fiction
  - Chazz Palminteri pour le rôle de Cheech dans Coups de feu sur Broadway (Bullets Over Broadway)
  - Gary Sinise pour le rôle de Dan Taylor dans Forrest Gump
  - John Turturro pour le rôle de Herb Stempel dans Quiz Show

#### Meilleure actrice dans un second rôle
- Dianne Wiest pour le rôle de Helen Sinclair dans Coups de feu sur Broadway (Bullets Over Broadway)
  - Jamie Lee Curtis pour le rôle de Helen Tasker dans True Lies
  - Sally Field pour le rôle de Mrs. Gump dans Forrest Gump
  - Uma Thurman pour le rôle de Mia Wallace dans Pulp Fiction
  - Robin Wright pour le rôle de Jenny Curran dans Forrest Gump

### Télévision

#### Meilleur acteur dans une série dramatique
- Dennis Franz pour le rôle d'Andy Sipowicz dans New York Police Blues (NYPD Blue)
  - Hector Elizondo pour le rôle de Phillip Watters dans La Vie à tout prix (Chicago Hope)
  - Mandy Patinkin pour le rôle de Jeffrey Geiger dans La Vie à tout prix (Chicago Hope)
  - Tom Skerritt pour le rôle de Jimmy Brock dans Un drôle de shérif (Picket Fences)
  - Patrick Stewart pour le rôle de Jean-Luc Picard dans Star Trek : La Nouvelle Génération (Star Trek: The Next Generation)

#### Meilleure actrice dans une série dramatique
- Kathy Baker pour le rôle de Jill Brock dans Un drôle de shérif (Picket Fences)
  - Swoosie Kurtz pour le rôle d'Alexandra Barker dans Les Sœurs Reed (Sisters)
  - Angela Lansbury pour le rôle de Jessica Fletcher dans Arabesque (Murder, She Wrote)
  - Jane Seymour pour le rôle de Michaela Quinn dans Docteur Quinn, femme médecin (Dr Quinn, Medicine Woman)
  - Cicely Tyson pour le rôle de Carrie Grace Battle dans La Loi de la Nouvelle Orléans (en) (Sweet Justice)

#### Meilleure distribution pour une série dramatique
- New York Police Blues (NYPD Blue)
  - New York, police judiciaire (Law & Order)
  - Urgences (ER)
  - La Vie à tout prix (Chicago Hope)
  - Un drôle de shérif (Picket Fences)

#### Meilleur acteur dans une série comique
- Jason Alexander pour le rôle de George Costanza dans Seinfeld
  - John Goodman pour le rôle de Dan Conner dans Roseanne
  - Kelsey Grammer pour le rôle de Frasier Crane dans Frasier
  - David Hyde Pierce pour le rôle de Niles Crane dans Frasier
  - Paul Reiser pour le rôle de Paul Buchman dans Dingue de toi (Mad About You)

#### Meilleure actrice dans une série comique
- Helen Hunt pour le rôle de Jamie Buchman dans Dingue de toi (Mad About You)
  - Roseanne Barr pour le rôle de Roseanne Conner dans Roseanne
  - Candice Bergen pour le rôle de Murphy Brown dans Murphy Brown
  - Ellen DeGeneres pour le rôle d'Ellen Morgan dans Ellen
  - Julia Louis-Dreyfus pour le rôle d'Elaine Benes dans Seinfeld

#### Meilleure distribution pour une série comique
- Seinfeld
  - Frasier
  - Dingue de toi (Mad About You)
  - Murphy Brown
  - Bienvenue en Alaska (Northern Exposure)

#### Meilleur acteur dans un téléfilm ou dans une minisérie
- Raúl Juliá pour le rôle de Chico Mendes dans The Burning Season (à titre posthume)
  - James Garner pour le rôle de Jim Rockford dans The Rockford Files: I Still Love L.A.
  - John Malkovich pour le rôle de Kurtz dans Heart of Darkness (en)
  - Gary Sinise pour le rôle de Stu Redman dans Le Fléau (The Stand)
  - Forest Whitaker pour le rôle de MacKenzie Casey dans L'ennemi est parmi nous (The Enemy Within)

#### Meilleure actrice dans un téléfilm ou dans une minisérie
- Joanne Woodward pour le rôle de Maggie Moran dans Breathing Lessons
  - Katharine Hepburn pour le rôle de Cornelia Beaumont dans One Christmas
  - Diane Keaton pour le rôle d'Amelia Earhart dans Amelia Earhart, le dernier vol (Amelia Earhart: The Final Flight)
  - Sissy Spacek pour le rôle de Susan Lansing dans La Dernière Chance d'Annie (A Place for Annie)
  - Cicely Tyson pour le rôle de Castralia dans Oldest Living Confederate Widow Tells All (en)

### Screen Actors Guild Life Achievement Award
- George Burns

## Récompenses et nominations multiples

### Nominations multiples

#### Cinéma
4 : Forrest Gump
3 : Pulp Fiction
2 : Les Évadés, Coups de feu sur Broadway

#### Télévision
3 : La Vie à tout prix, Un drôle de shérif, Seinfeld, Frasier, Dingue de toi
2 : New York Police Blues, Roseanne, Murphy Brown

### Récompenses multiples

#### Télévision
2/3 : Seinfeld
2/2 : New York Police Blues